# Ruch
 Ruch  es una población y comuna francesa, situada en la región de Aquitania, departamento de Gironda, en el distrito de Langon y cantón de Sauveterre-de-Guyenne.

## Demografía
| 572 | 588 | 507 | 523 | 509 | 504 |
| Para los censos de 1962 a 1999 la población legal corresponde a la población sin duplicidades (Fuente: INSEE [Consultar]) |     |     |     |     |     |